# The Sting (banda sonora)
The Sting: Original Motion Picture Soundtrack es banda sonora de la película de 1973 del mismo nombre, protagonizada por Paul Newman y Robert Redford. Fue publicado en enero de 1974 a través de MCA Records. La banda sonora incluye varias composiciones de ragtime de Scott Joplin, adaptadas por Marvin Hamlisch.

## Antecedentes
Según el musicólogo Edward A. Berlin, el ragtime experimentó un resurgimiento en la década de 1970 debido a varios eventos: un álbum de composiciones de Joplin que fue un éxito de ventas en el sello clásico Nonesuch Records, junto con una colección de su música publicada por la Biblioteca Pública de Nueva York; la primera puesta en escena completa de la ópera Treemonisha de Joplin; y una interpretación de orquestaciones de época de la música de Joplin a cargo de un conjunto de estudiantes del Conservatorio de Música de Nueva Inglaterra, dirigido por Gunther Schuller. “Inspirándose en la grabación de Schuller, [George Roy Hill] hizo que Marvin Hamlisch compusiera la música de Joplin para la película, llevando así a Joplin a un público masivo y popular”.

## Recepción de la crítica
Un escritor no especificado de la revista Cash Box declaró: “Si la película “Sting” llega a ser un éxito de taquilla tan grande como parece, la película experimentará un rápido auge de popularidad sin precedentes desde los años 20, debido en gran parte a la hermosa banda sonora en LP en la que los rags de Scott Joplin se combinan maravillosamente con las composiciones originales del adaptador/director Marvin Hamilsch”. Un escritor no especificado de Billboard indicó que “la interpretación de Marvin Hamlisch captura la sensación de la animada música de Joplin”.

## Galardones
| Año  | Premio        | Categoría                                                                     | Destinatario    | Resultado | Ref.  |
| ---- | ------------- | ----------------------------------------------------------------------------- | --------------- | --------- | ----- |
| 1974 | Premios Óscar | Mejor Orquestación: Música Original y Adaptación -u- Orquestación: Adaptación | Marvin Hamlisch | Ganador   | [ 4 ] |

## Lista de canciones
Todas las canciones escritas y compuestas por Scott Joplin, excepto donde esta anotado. 
| Lado uno |                                                 |          |  |
| N.º      | Título                                          | Duración |  |
| 1.       | «Solace» (Orchestra Version)                    | 3:35     |  |
| 2.       | «The Entertainer» (Orchestra Version)           | 3:03     |  |
| 3.       | «Easy Winners»                                  | 2:45     |  |
| 4.       | «Hooker's Hooker» (Marvin Hamlisch)             | 2:48     |  |
| 5.       | «Luther» (Hamlisch)                             | 3:08     |  |
| 6.       | «Medley» a. «Pine Apple Rag» b. «Gladiolus Rag» | 2:32     |  |

| Lado dos | |          |  |
| N.º      | Título | Duración |  |
| 1.       | «The Entertainer» (Piano Version) | 2:32     |  |
| 2.       | «The Glove» | 1:46     |  |
| 3.       | «Little Girl» (Madeline Hyde, Francis Henry) | 2:00     |  |
| 4.       | «Pine Apple Rag» | 2:35     |  |
| 5.       | «Merry-Go-Round Music» a. «Listen to the Mocking Bird» (Alice Hawthorne, Richard Milburn) b. «Darling Nellie Grey» (Benjamin Hanby) c. «Turkey in the Straw» (tradicional) | 2:44     |  |
| 6.       | «Solace» (Piano Version) | 3:35     |  |
| 7.       | «The Entertainer» / «Rag Time Dance» | 3:45     |  |

## Créditos y personal
Créditos adaptados desde las notas de álbum de The Sting.
- Marvin Hamlisch – piano, productor, arreglos, conductor
- Gunther Schuller – arreglos en «The Entertainer (Orchestra Version)», «Easy Winners», «Pine Apple Rag», «The Entertainer (Piano Version)», «The Entertainer» y «Ragtime Dance»
- Gil Rodin – productor ejecutivo
- Ami Hadami – ingeniero de audio
- Chester Maydole – fotografía

## Posicionamiento
| Gráfica (1974)                             | Pico de posición |
| ------------------------------------------ | ---------------- |
| Estados Unidos (Billboard Top LP's & Tape) | 1                |
| Estados Unidos (Cash Box Top 100 Albums)   | 1                |
| Estados Unidos (Record World Album Chart)  | 1                |

## Certificaciones y ventas
| País                  | Certificación | Ventas  |
| --------------------- | ------------- | ------- |
| Estados Unidos (RIAA) | Oro           | 500 000 |
| Reino Unido (BPI)     | Oro           | 100 000 |